# فيرنر ديلجر
فيرنر ديلجر (بالإنجليزية: Werner Dilger) (من مواليد 24 مارس 1942 في وينترباخ ؛ توفي في 17 يوليو 2007 في شيمنيتز) وهو أستاذ في علوم الكمبيوتر في ألمانيا وأستاذ في مجلا الذكاء الاصطناعي في كيمنتس. كان مجال أبحاثه الرئيسي الأخير هو دراسة أجهزة المناعة الاصطناعية.

## حياته
درس ديلجر اللاهوت البروتستانتي. ثم انتقل إلى علوم الكمبيوتر، درس في جامعة كايزرسلاوترن للتكنولوجيا في عام 1974 وأصبح عالم كمبيوتر. في جامعة كايزرسلاوترن حصل على الدكتوراه. نسخة محفوظة 11 ديسمبر 2019 على موقع واي باك مشين.
من عام 1989 إلى عام 1993 كان أستاذا للحوسبة التطبيقية في جامعة EBS. بين عامي 1993 و 1997 ، عمل في الجامعة التقنية في جامعة كيمنتس للتكنولوجيا كأستاذ في الذكاء الاصطناعي.
شارك في تأسيس شركة Prudsys AG في عام 1998. وترأس ديلجر مجلس الإشراف في Prudsys AG بين عامي 2002 و 2006.
توفي في حادث سباحة في يونيو 2007.

## أعماله
- شارك في تأسيس نادي الروبوتات في كيمنتس.